# Benjamin Azamati
Benjamin Azamati-Kwaku (Akim Oda, 14 gennaio 1998) è un velocista ghanese.

## Palmarès
| Anno | Manifestazione          | Sede       | Evento      | Risultato  | Prestazione | Note             |
| ---- | ----------------------- | ---------- | ----------- | ---------- | ----------- | ---------------- |
| 2019 | Universiadi             | Napoli     | 100 m piani | Semifinale | 10"54       |                  |
| 2019 | Universiadi             | Napoli     | 4×100 m     | Finale     | dq          |                  |
| 2019 | Giochi panafricani      | Rabat      | 100 m piani | Semifinale | 10"43       |                  |
| 2019 | Giochi panafricani      | Rabat      | 4×100 m     | Oro        | 38"30       |                  |
| 2019 | Mondiali                | Doha       | 4×100 m     | Batteria   | 38"24       |                  |
| 2021 | World Relays            | Chorzów    | 4×100 m     | Finale     | dq          |                  |
| 2021 | Giochi olimpici         | Tokyo      | 100 m piani | Batteria   | 10"13       |                  |
| 2021 | Giochi olimpici         | Tokyo      | 4×100 m     | Finale     | dq          |                  |
| 2022 | Mondiali                | Eugene     | 100 m piani | Batteria   | 10"18       |                  |
| 2022 | Mondiali                | Eugene     | 4×100 m     | 5º         | 38"07       | Record nazionale |
| 2022 | Giochi del Commonwealth | Birmingham | 100 m piani | 4º         | 10"16       |                  |
| 2022 | Giochi del Commonwealth | Birmingham | 4×100 m     | Batteria   | dq          |                  |
| 2024 | Giochi panafricani      | Accra      | 100 m piani | 5º         | 10"45       |                  |
| 2024 | Giochi panafricani      | Accra      | 4x100 m     | Argento    | 38"43       |                  |
| 2024 | World Relays            | Nassau     | 4×100 m     | Batteria   | dq          |                  |
| 2024 | Giochi olimpici         | Parigi     | 100 m piani | Semifinale | 10"17       |                  |
| 2024 | Giochi olimpici         | Parigi     | 4x100 m     | Batteria   | dq          |                  |